# ジェレミー・ボーダ
ジェレミー・マイケル・ボーダ（Jeremy Michael Boorda、1939年11月26日 - 1996年5月16日）は、アメリカ合衆国の海軍軍人。海軍大将。
1994年4月23日に第25代アメリカ海軍作戦部長に就任した。アナポリス海軍兵学校に通うことないし、海軍士官候補生学校へ学位を持って入校する事なく三等水兵（現在の二等水兵にあたる）から叩き上げで将官に上り詰め、海軍作戦部長となった。ボーダはアメリカ海軍史上、下士官・兵出身者でありながら海軍作戦部長の階級である大将まで進級した唯一の人物であり、現在でもこの記録は破られていない。

## 経歴
インディアナ州サウスベンドで生まれ、1956年に通っていた高等学校を17歳で中退して海軍に入隊する。入隊後は主に航空部隊に勤務する事となる。19歳の時にベティ・モランと結婚。後に四人の子供を設けるが、長男は重度の障害を患って産まれた。因みに、他の三人の子供はその後、海軍士官に任官された。その後、一等兵曹（人事部門）に進級後、海軍に在籍したまま高校を卒業。1962年の統合プログラムの下で士官候補生に選抜された。同年8月、卒業後海軍少尉に任官。
その後、海軍中尉に進級、「DD-682 ポーターフィールド」の戦闘指揮所要員として勤務、1964年にニューポートにある海軍駆逐艦学校に入校、教育修了後「DD-885 ジョン・R・クレイグ」に乗り組み勤務、「MSC-197 パロット」の艇長となる。
海軍駆逐艦学校の教官を務めた後の1971年に海軍大学校に入校、修了後にロードアイランド大学で文学士の学位を取得し、「DEG-1 ブルーク」の副長となる。そののちに海軍作戦本部人事局などで勤務する。
1975年から1977年まで「DDG-37 ファラガット」艦長、海軍長官付副官、海軍人事局人材・予備役管理課、1981年からは第22駆逐隊司令となる。1983から1984年は人事局主任参謀兼人材・人事・訓練課長、1984年12月に海軍作戦部長付主任参謀となり、この間に将官に昇進し1986年7月まで務める。
第8駆逐隊群司令官ののちに、1987年に「CV-60 サラトガ」空母戦闘群（現 空母打撃群）司令官に就任。1988年8月に海軍人事局長に就任。
1991年11月に海軍大将に昇進、同年12月に南部欧州連合軍司令官(CINCSOUTH)に就任、ユーゴスラビア紛争にかかわる国連制裁活動に従事するNATO軍部隊を指揮した。
1993年2月1日、海軍ヨーロッパ方面司令官に就任。1994年4月23日、1991年のテールフック事件への関与への責任を取って早期退任したフランク・ケルソー2世の後任として、第25代海軍作戦部長に就任する。

## C4Iシステム
ボーダは海軍艦船にかかわるC4Iシステムに関心を寄せていた。
次期揚陸艦のために必要とされる要素の洗い出しを行い、最新型のC4Iシステムと対核生物化学防護能力および抗湛性を追求した船体などを盛り込み、従来は水陸両用戦に資するために必要とされた巡洋艦および駆逐艦の戦力提供の度合いを薄めることを狙った。
この構想を反映した新造揚陸艦がサン・アントニオ級ドック型輸送揚陸艦で、ボーダの死から9年後の2006年1月14日に1番艦である「LPD-17 サン・アントニオ」が就役した。

## 自殺
テールフック事件をめぐりビル・クリントン大統領は真相解明と責任の追及を指示したが、この過程においてボーダは海軍上層部と対立した。ボーダは被害者である女性士官を擁護していた。
これをめぐって海軍作戦次長スタンレー・アーサー大将との応酬とアーサーの引退劇、それにかかわる批判とベトナム戦争従軍章の資格の問題など混迷した状況の中で、1996年5月16日、二通の遺書を残してワシントン海軍工廠にある自宅の庭で拳銃を胸に当てて自殺した。56歳没。二つの遺書の内容は公開されることはなかったが、一つは妻宛てに、もう一つは専属の広報係の士官宛てであった。
ボーダの自殺後、海軍作戦部長職はアーサーの後任として着任したジェイ・L・ジョンソンが約2カ月間代行し、8月2日にジョンソンが正式に就任した。